# Pacte social de décembre 1944
Le pacte social de décembre 1944 est instauré le 28 décembre 1944 en Belgique par un arrêté-loi, afin d'assurer la sécurité sociale des travailleurs salariés. Ce pacte social résulte d’une longue évolution des rapports sociaux en Belgique. En effet, la fin de la Seconde Guerre mondiale marque un temps d'arrêt pour les travailleurs qui en ont particulièrement souffert socialement. Ce pacte, conclu, durant la Seconde Guerre mondiale, est le fruit d'une réunion des représentants patronaux et syndicaux au sein d'un groupe clandestin. Ce compromis à la belge fut « la traduction en termes légaux d’un pacte social négocié (pendant la guerre) par le Comité patronal-ouvrier et conclu le 24 avril 1944 sous la forme d’un projet d’accord de solidarité sociale ». Par ailleurs, ces négociations menées par le ministre socialiste du Travail et de la Prévoyance sociale Achille Van Acker, vont générer « la paix sociale, la sécurité sociale et la croissance régulière de rémunérations ».

## Histoire
Le pacte social promulgué le 28 décembre 1944 est historiquement reconnu comme « un évènement social majeur »en Belgique à la suite des guerres et crises vécues dans la première moitié du XIXe siècle. Dès le début de la Seconde Guerre mondiale, la Belgique est divisée en deux camps, d’un côté, une minorité proche du Reich et de l’autre, la majorité passive qui attend la victoire des Alliés. D’abord hésitante, l’opinion publique va s’opposer à l’occupant à la suite des excès et de la carence de solidarité nationale qu'il occasionne. Le service du travail obligatoire conduit des milliers d’hommes et de femmes en Allemagne. La situation économique est telle que se développe le marché noir, le pillage et la famine. On instaure le corporatisme en rejetant fermement les syndicats interprofessionnels et toutes les autres organisations ouvertes.
Le pacte, au sortir de la guerre, prévoit donc des mesures d’urgence en matière de sécurité sociale, non seulement pour préparer l’après-guerre mais aussi pour réparer les misères subies par les travailleurs (salariés). En effet, c’est à la suite des « craintes de la misère »qu’ont éprouvée les travailleurs pendant la guerre que le gouvernement s’est engagé dans la reconstruction économique du pays en ouvrant « la voie à un courant renouvelé de progrès social découlant à la fois de l’essor économique d’un monde pacifié et d’une équitable répartition du revenu d’une production croissante». De plus, l’arrêté-loi vient rendre obligatoire, sans exceptions, l’ensemble des dispositions d’assurance sociale ayant été prises au sortir de la Grande crise de 1930 telles que celles sur l’assurance vieillesse et les maladies professionnelles. Par cette dynamique, ce pacte social de décembre 1944 met en place un système de sécurité sociale à l’égard des travailleurs salariés.

## Rôle
Ce pacte social s’articule autour de 3 grands axes :
- intervention dans le régime salarial des travailleurs en vue de l’améliorer ;
- instauration d’un système complet de sécurité sociale fondé sur la solidarité ;
- mise en place d’un système de concertation paritaire entre patrons et travailleurs[5].

Par ailleurs, cette collaboration paritaire entre les interlocuteurs sociaux est caractéristique d’un système d’assurances sociales appelé bismarckien. Ce système est basé sur l’assurance professionnelle obligatoire, « où les cotisations sont partagées (entre salariés et employeurs), proportionnelles aux salaires, et où les prestations sont gérées de façon tripartite (État, employeurs, travailleurs) par des institutions autonomes placées sous la tutelle de l’État ». Ce pacte, basé sur la concertation sociale, implique donc que le financement de ce régime obligatoire repose sur des cotisations sociales prélevées sur les salaires.
De plus, le système bismarckien que met en place le pacte, permet d’avoir une redistribution non seulement verticale mais aussi horizontale. Celui-ci prend en compte d’une part, les risques et charges qui pèsent sur les personnes et d’autre part, les rentrées financières de ces personnes. 
Enfin, l’arrêté-loi du 28 décembre 1944 concernant la sécurité sociale des travailleurs crée l’Office national de sécurité sociale. Il s’agit d’un cadre global de prélèvement des cotisations sociales.
Selon Michel Molitor, professeur émérite de l’UCL, le pacte social de 1944 traduit «une conception du progrès selon laquelle la bonne marche des entreprises conjuguée à une importante redistribution des revenus était la meilleure garantie de la prospérité ».

## Implication économique
Vers 1944 le gouvernement a deux visées économiques :
1. éviter l’inflation ;
2. répartir équitablement les revenus d’une production croissante.

Ces idées viennent du pacte social. Le pacte social, sur le plan économique, a un impact sur les salaires. Les salaires vont augmenter de 40% plus 20% d’indemnité temporaire en comparaison aux salaires de 1940. Tous les travailleurs recevront un revenu de remplacement en cas de : 
- maladie ;
- décès ;
- accident ;
- vieillesse ;

Cela est inscrit dans l’arrêté-loi du 28 décembre 1944. La Belgique était considérée comme un pays à bas salaire depuis le début du XXe siècle mais c’est vers les années soixante que la Belgique rentre dans les normes. Cette hausse a été possible grâce à un contexte macro-économique favorable.
À partir de 1944, on entre dans une période de croissance rapide de 4-5% par an. Les travailleurs bénéficient du gain de productivité par : 
- la baisse du chômage ;
- la forte augmentation du salaire réel ;
- les jours de congé ;
- la diminution du temps de travail.

Ceci s'est réalisé grâce à un partage des gains de productivité entre les investisseurs et les travailleurs. Ce partage va permettre aux gens un plus grand pouvoir d’achat, et entraînera une croissance de la consommation et une hausse de la production, ces dernières accroissant logiquement les profits et permettant une hausse des salaires. 
Le pacte social a été la clef de voûte pour une construction consensuelle de l’économie. Cette économie veut que tous fonctionnent sur le principe de la collaboration paritaire entre les représentants des chefs d’entreprise et les représentants des travailleurs.

## Controverse
La confédération des syndicats chrétiens (CSC) considère que l’arrêté-loi du 28 décembre de 1944 est trop avant-gardiste dans la conception de la solidarité mais est compréhensible durant une période transitoire. Cette nouvelle réglementation instaure en matière d'allocations familiales, de pensions et du chômage, des indemnités semblables pour tous les travailleurs alors que les cotisations peuvent différer. La CSC recourt à deux critiques : 
1. elle considère que cela peut être acceptable pour une période de transition mais non définitivement car cela peut engendrer des injustices.
2. elle reproche la différence de traitement entre les épouses au foyer et les femmes travailleuses mariées.

L’arrêté-loi accorde des indemnités de maladie, de chômage et une indemnité de repos égale à 60 % de la rémunération perdue pendant les six semaines avant et après l’accouchement pour les femmes travailleuses mariées. Les travailleuses jouissent également d’une pension. La CSC trouve injuste que les épouses au foyer n’ont pas droit à des indemnités alors que ce qu’elles font, « éduquer les enfants », est primordial. Il s’agit donc de trouver une solution à ce problème soulevé par la CSC.

## Innovation
Le pacte social a engendré de multiples évolutions :
- généralisation du principe de l'assurance obligatoire pour les travailleurs à toutes les branches de la sécurité sociale ;
- le montant des allocations a été augmenté ;
- l'Office national de sécurité sociale a été créée comme « organisme central de perception des cotisations » ;
- la sécurité sociale est gérée de façon paritaire, tant par les travailleurs que par les employeurs ;
- dès 1956 une assurance-pension obligatoire est imposée ;
- en 1967, le statut social des travailleurs indépendants a été créé ;
- à partir de 1971, les travailleurs indépendants sont également assurés pour les périodes d'incapacité de travail ;

Ces innovations marquent l'avènement d'une société de plus en plus distributive.